# 越智忍
越智 忍（おち しのぶ、1957年（昭和32年）8月16日 - ）は、日本の政治家。愛媛県議会議員（通算8期）。元今治市長（1期）。

## 経歴

### 県議会議員時代（第1期）
日本大学中退。母方の祖父である元衆議院議員井原岸高の秘書などを経て、1987年（昭和62年）、29歳で愛媛県議会議員初当選。以後、5回連続当選。副議長などを歴任。自由民主党愛媛県連合会では政調会長や総務会長などの要職も務めた。2004年（平成16年）8月5日の臨時議会で中畑保一議長の辞職に伴う新議長に選出された。当時、全国の都道府県議会議長の中で最年少であった。

### 今治市長時代
愛媛県議会議員を経て、2005年（平成17年）の合併後の新・今治市の市長選挙に立候補。2004年（平成16年）8月、繁信順一今治市長が疾患の後遺症による体調不良から合併後の新市長選への不出馬を表明。越智のほか、この初代の新・今治市長を決める選挙には、前今治市議会議員の徳永安清、越智と同じく県議会議員（越智郡区選出）の堀内琢郎、前今治市助役の白石哲朗らが出馬、保守分裂の選挙戦となった。特に、白石は繁信市長に長年仕えてきたことから、事実上の後継と目され、また全国でも稀に見る関係市町村の多い合併協議に参画しまとめ上げてきた行政手腕を強調。多くの旧町村長らの支援を受け、激しい選挙となった。この選挙では今治新都市開発整備事業や島しょ部を含む地域の融和、一体化促進などが争点となった。
この市長選は市議会議員選挙、県議会議員補欠補欠選挙とともに行われ、越智は選挙戦では行財政改革の必要性を訴え、県議会議員5期の経験から県とのパイプ役と若さをアピール。加戸守行愛媛県知事や、地元選出の村上誠一郎行政・規制改革担当大臣（当時）、山本順三参議院議員らの支持もあり、出馬の出遅れを挽回し、初当選した。焦点の今治新都市開発事業では「見直し」を掲げた。
市長就任後、今治新都市開発の「見直し」では、市民アンケートを実施、具体化を進めたものの、開発用地への企業立地促進、早期売却による市民負担軽減の必要性から、大手流通業・イオンの大規模ショッピングセンターの立地を認めた一方、今治港周辺や市役所周辺を含む中心市街地・商店街の活性化の道筋が見えないとの批判も受けている。
2009年（平成21年）2月の市長選挙には、山本順三参議院議員、加戸守行愛媛県知事等からの支持を受け、再選（2期目）を目指して出馬したが、新人で元県議会議員の菅良二に破れ、再選はならなかった。

### 県議会議員時代（第2期）
2011年（平成23年）の愛媛県議会議員選挙で今治市・越智郡選挙区から立候補した。12,402票を獲得し、同選挙区では定数6人に対して2位で当選した。当選後は、院内会派の「維新の会」に所属している。2012年1月には、院内会派「維新の会」メンバーで政治団体「愛媛維新の会」を設立した。

## 人物
母方の祖父が井原岸高・元衆議院議員、父・越智正が元大西町長の三世政治家。
趣味はパソコン、自動車。
県議会議員当時、現役の愛媛大学法文学部（総合政策学科）4回生でもあった。理数系の大学を中退したものの、「政治や行政の勉強をしないで、秘書や議員をし、いきなり政治の現場に入ったこともあり、原点をもう一回、勉強してみたかった」からとしている。